# 2024 par pays en Amérique

## Continent américain
- 20 juin au 16 juillet : Copa América 2024 aux États-Unis.

## Petites Antilles
- Juillet : l'ouragan Beryl frappe la Grenade et Saint-Vincent-et-les-Grenadines.

## Argentine
- x

## Bahamas
- x

## Bermudes
- x

## Chili
- Février : des incendies de forêt font au moins 131 morts, principalement dans la région de Valparaíso.

## Colombie
- 21 octobre au 1er novembre : conférence de Cali sur la biodiversité (COP 16).

## Costa Rica
- x

## Cuba
- x

## République dominicaine
- 19 mai : élections parlementaires et élection présidentielle, Luis Abinader est réélu.

## Équateur
- 8 janvier :  le gouvernement proclame l'état d'urgence dans le pays après l'évasion d'Adolfo Macías Villamar[1] et les violences armées qui ont ensuivi.
- 5 avril : à la suite de l'intrusion policière dans l'ambassade du Mexique à Quito, pour arrêter un ancien vice-président équatorien, Jorge Glas, condamné à six ans de prison pour corruption, qui y avait trouvé refuge (es), le Mexique et le Nicaragua rompent toutes relations avec l'Équateur[2],[3],[4],[5].
- 21 avril : référendum constitutionnel et législatif.

## Groenland
- x

## Guatemala
- x

## Haïti
- 5 mars : le gouvernement déclare l'état d'urgence après que des gangs ont pris d'assaut deux prisons et exigé la démission d'Ariel Henry[6].
- 10 mars : l'armée américaine transporte par avion le personnel non essentiel de l'ambassade américaine à Port-au-Prince, dans un contexte d'escalade de la violence dans le pays[7].
- 11 mars : démission du Premier ministre Ariel Henry.
- 14 septembre : au moins quinze personnes sont tuées et une quarantaine d'autres blessées lorsqu'un camion-citerne explose à Miragoâne[8].
- 3 octobre : des hommes armés du gang Gran-Grif commettent une fusillade de masse à Pont-Sondé, tuant au moins 115 personnes, et en blessant plusieurs autres[9].
  - 7 au 8 décembre : au moins 184 personnes dont au moins 110 personnes âgées sont tuées à Cité Soleil à Haïti, après avoir été accusées par un chef de gang d'avoir pratiqué la sorcellerie vaudou contre son enfant décédé[10]. Le bilan total étant annoncé par Volker Türk, le Haut-Commissaire de l'ONU aux droits de l'homme[11].

## Honduras
- x

## Jamaïque
- 3 juillet : l'ouragan Beryl frappe la Jamaïque.

## Mexique
- 2 juin : élections fédérales et élections étatiques.

## Nicaragua
- 22 novembre : l'Assemblée nationale du Nicaragua se prononce en faveur d'une révision constitutionnelle, accroissant les pouvoirs du président de la République Daniel Ortega.

## Panama
- 5 mai : élections législatives et présidentielle, le conservateur José Raúl Mulino est élu.

## Paraguay
- x

## Pérou
- x

## Porto Rico
- 25 mars : Porto Rico déclare une épidémie de dengue à la suite d'une augmentation des cas[12].
- 5 novembre : Référendum sur le statut territorial et élections générales.

## Saint-Pierre-et-Miquelon
- x

## Salvador
- 4 février : élection présidentielle, Nayib Bukele est réélu.
- 17 juin : sept personnes sont tuées lors de fortes pluies[13].
- 8 septembre : un hélicoptère Bell UH-1H de la Force aérienne salvadorienne s'écrase à Pasaquina au Salvador. Les neufs à bord dont le directeur de la police nationale civile, quatre autres policiers, trois militaires, un directeur de banque accusé de détournement de fonds et un journaliste, sont morts[14].

## Suriname
- x

## Trinité-et-Tobago
- x

## Uruguay
- 27 octobre :
  - élections générales ;
  - référendum constitutionnel, les deux amendements sont rejetés.
- 24 novembre : élections générales (2d tour), Yamandú Orsi est élu président.